# Ingrid Kasper

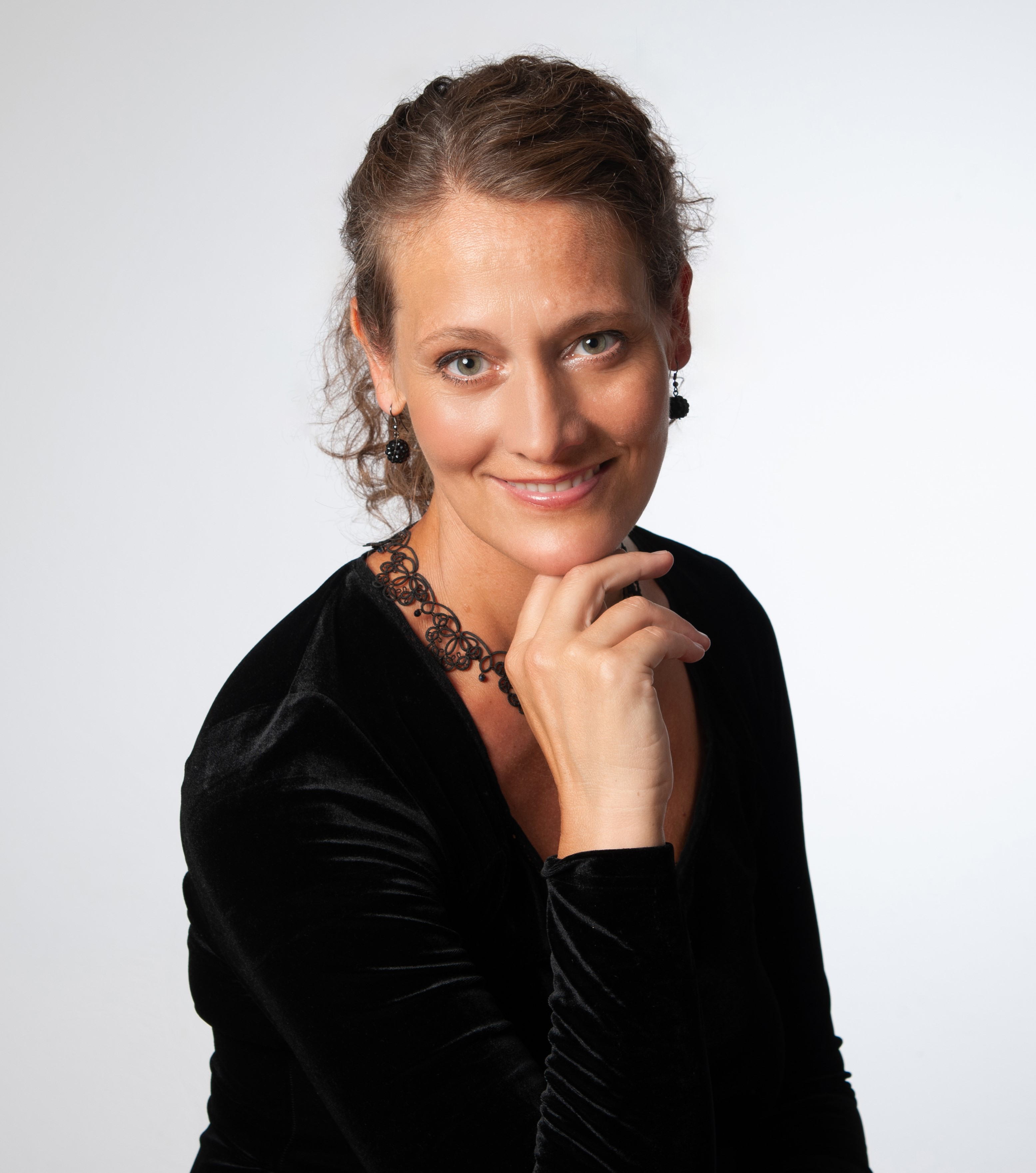
Ingrid Kasper (2023)

Ingrid Kasper (* 24. März 1974 in Fürth) ist eine deutsche Chordirigentin, Organistin und Kantorin.

## Werdegang
Ingrid Kasper erhielt im Alter von vier Jahren ersten musikalischen Unterricht. Von 1987 bis 1998 wirkte sie als nebenamtliche Organistin in der Kilianskirche in Markt Erlbach und gründete die Konzertreihe 30 Minuten Kirchenmusik.
1993 bis 1998 studierte sie Evangelische Kirchenmusik an der Hochschule für Musik und Theater München, u. a. Improvisation und liturgisches Orgelspiel bei Franz Lehrndorfer, Chorleitung bei Roderich Kreile und Michael Gläser und Schwerpunktfach Orgel als letzte Schülerin von Hedwig Bilgram. 1997 bis 1999 absolvierte sie das Studium Chordirigieren bei Michael Gläser an der Hochschule für Musik und Theater München mit Auszeichnung und wurde in die Meisterklasse aufgenommen. 1999 bis 2000 folgte ein Kirchenmusikalisches Praktikum an der St. Lorenz-Kirche in Nürnberg. 2001 erhielt sie ihr Meisterklassendiplom mit der Aufführung der Missa da Requiem von Giuseppe Verdi mit Leitung der Münchner Symphoniker in der Josephskirche in München.
Von 2000 bis 2023 wirkte sie als Dekanatskantorin an der Kirche St. Stephan in Bamberg. 2020 wurde sie in die bayerische Landessynode für die Kirchenmusik wie auch in die Gesangbuchkommission der EKD berufen. 2021 folgte die Berufung in die Synoden von EKD und VELKD, hier mit Vorsitz des Gottesdienstausschusses.
Seit Oktober 2023 ist sie Landeskirchenmusikdirektorin der Evangelischen Kirche in Mitteldeutschland und Kantorin der Augustinerkirche Erfurt mit Leitung der Augustinerkantorei, des Vocalkreises und des Andreas-Kammerorchesters.

## Organistin
Ingrid Kasper absolvierte zahlreiche Auftritte als Organistin bei Konzerten im In- und Ausland, hat mehrere CDs eingespielt und wirkt bei Rundfunk- und Fernsehübertragungen mit. Sie war 2008 Organistin bei der Einweihung der neuen Orgel der Orgelbauwerkstätte Mühleisen/Leonberg sowie 2022 bei der Einweihung der Chororgel in St. Stephan, Bamberg. Beide Orgelneubauten wurden von ihr initiiert und begleitet sowie durch den Orgelbau-Förderverein St. Stephan e.V. in Bamberg ermöglicht, den Ingrid Kasper 2004 mitbegründet hat.
Seit 2022 hat sie einen Lehrauftrag im Fach Orgel am Lehrstuhl Musikpädagogik an der Otto-Friedrich-Universität Bamberg.

## Chordirigentin
Ingrid Kasper gründete bereits 1994 den Kammerchor „Der kleine Chor“ in ihrer Heimatgemeinde Markt Erlbach, bevor sie von 1997 bis 2000 Assistentin von Hanns-Martin Schneidt in der Leitung des Münchener Bach-Chores wurde. Von 1997 bis 2019 dirigierte sie den Kauferinger Motettenchor und das zugehörige Kammerorchester in zahlreichen Aufführungen mit Schwerpunkt auf das Kantatenwerk von Johann Sebastian Bach. 1999 bis 2002 übernahm sie die künstlerische Leitung des Kammerchores Nürnberg als Nachfolgerin von Hermann Harrassowitz.
2000 wurde sie Dekanatskantorin an der St.-Stephan-Kirche in Bamberg und hatte diese Funktion bis Sommer 2023 inne. Hier leitete sie die Kantorei St. Stephan und leitete regelmäßige Oratorienkonzerte mit den Bamberger Symphonikern. Ebenso gründete sie den Kinderchor, den Teeniechor, die Jugendkantorei, den liturgischen Chor und den Gospelchor St. Stephan. Von 2002 bis 2023 hatte sie zusätzlich die künstlerische Leitung des Musica-Viva-Chores Bamberg inne. Im Juni 2023 war sie Chorleiterin beim Sing-along-Konzert des Deutschen Kirchentages in Nürnberg unter dem Titel Händel meets Rutter – Halleluja.

## Produktion und musikalische Leitung bei Theaterprojekten
2015 übernahm Ingrid Kasper die musikalische Leitung wie auch Zusammenstellung und Arrangement der Theatermusik für die Produktion Wie im Himmel von Kay Pollak des ETA Hoffmann-Theaters Bamberg. 2018 brachte sie in Zusammenarbeit mit dem Internationalen Künstlerhaus Villa Concordia die Choroper Prosopopeia von Lucia Ronchetti über die musikalischen Exequien von Heinrich Schütz in der Bamberger Stephanskirche zur Aufführung. 2021 fungierte sie als musikalische Leiterin, Organistin und Komponistin der Theatermusik bei der Aufführung der Jungfrau von Orleans von Friedrich Schiller des Theaters im Gärtnerviertel. 2023 war sie Produzentin und musikalische Leiterin der Theater-Tanz-Produktion Kairos – die Zeit ist da! in Kooperation mit dem Theater im Gärtnerviertel, dem Tanzkollektiv Contweedancecollective und der Kirchengemeinde St. Stephan Bamberg. Aufführungen fanden u. a. beim Deutschen Kirchentag in Nürnberg statt. Der Bayerische Rundfunk hat zu dem Stück die TV-Reportage Mutter Erde und ihre Gang produziert.

## Auszeichnungen
- 1997: Preisträgerin beim Internationalen Wettbewerb junger Kirchenmusiker in Fürth
- 2001: Hauptförderpreis der Stiftung Bücher-Dieckmeyer zur Pflege der Kirchenmusik in Bayern[10]
- 2005: Kulturförderpreis der Stadt Bamberg
- 2011: Kulturpreis der Oberfrankenstiftung[11]
- 2014: Jubiläumspreis der Stiftung Bücher-Dieckmeyer für die Nachwuchsarbeit im Kinder- und Jugendchorbereich[12]
- 2016: Verleihung des Titels Kirchenmusikdirektorin durch die bayerische Landeskirche
- 2023: Verleihung der Stadtmedaille der Stadt Bamberg[13]
- 2024: Ehrenpreis Markt Erlbach[14]